# امیلی چری
امیلی چری (انگلیسی: Emilee Cherry؛ زادهٔ ۲ نوامبر ۱۹۹۲) بازیکن راگبی ۷ نفره اهل استرالیا است.
وی در مسابقات کشوری و بین‌المللی در مجموع برندهٔ ۱ مدال طلا، ۱ مدال نقره شده‌است.